# Балиці (Малопольське воєводство)
Балиці (пол. Balice) — село в Польщі, у гміні Забежув Краківського повіту Малопольського воєводства.
Населення — 1294 особи (2011).
У 1975-1998 роках село належало до Краківського воєводства.

## Демографія
Демографічна структура станом на 31 березня 2011 року:
|          | Загалом | Допрацездатний вік | Працездатний вік | Постпрацездатний вік |
| -------- | ------- | ------------------ | ---------------- | -------------------- |
| Чоловіки | 638     | 120                | 439              | 79                   |
| Жінки    | 656     | 133                | 368              | 155                  |
| Разом    | 1294    | 253                | 807              | 234                  |